# Пероциці
Пероциці (пол. Pierocice) — село в Польщі, у гміні Дзялошиці Піньчовського повіту Свентокшиського воєводства.
Населення — 224 особи (2011).
У 1975—1998 роках село належало до Келецького воєводства.

## Демографія
Демографічна структура на день 31 березня 2011 року:
|          | Загалом | Допрацездатний вік | Працездатний вік | Постпрацездатний вік |
| -------- | ------- | ------------------ | ---------------- | -------------------- |
| Чоловіки | 116     | 22                 | 79               | 15                   |
| Жінки    | 108     | 18                 | 52               | 38                   |
| Разом    | 224     | 40                 | 131              | 53                   |